# یاروسلاو سایفرت
یاروسلاو سایفرت (به انگلیسی: Jaroslav Seifert) (زاده ۲۳ سپتامبر ۱۹۰۱ – درگذشته ۱۰ ژانویه ۱۹۸۶) روزنامه‌نگار و شاعر اهل کشور جمهوری چک برنده جایزه نوبل ادبیات سال ۱۹۸۴ بود.

## زندگی
یاروسلاو در یکی از محلات کارگرنشین پراگ به دنیا آمد. مادر سایفرت کاتولیکی مؤمن بود و پدرش سوسیالیستی نا-خداباور. سایفرت با هر دوی آن‌ها میانه خوبی داشت.
به رغم تنگناهای مالی خانواده، سایفرت توانست در دبیرستانی خوب ثبت نام کند؛ اما تحصیلاتش را به پایان نرسانید و به فعالیت‌های روزنامه‌نگاری روی آورد و خود را وقف ادبیات کرد. بعدها در وصف این دوران نوشت، همه وقت خود را به تمرین شعر و شاعری می گذرانیده است.
سایفرت نوجوان، پیش از سرآمدن جنگ جهانی اول و قبل از شکل‌گیری چکسلواکی که هنوز یکی از ایالات کشور پادشاهی اتریش به مجارستان محسوب می‌شد، کارش را رسماً به عنوان یک شاعر آغاز کرد. اشعار اولیه او دارای مضمونی آموزنده بودند و همدردی و حساسیت شاعر را به طبقه پرولتاریا و آنارشیستها نشان می‌دادند در اکتبر ۱۹۱۸ که چکسلواکی به استقلال رسید، سایفرت به جناح چپ حزب سوسیال دموکرات پیوست و در سال ۱۹۲۱ که حزب کمونیست سازماندهی شد، وی یکی از اعضای رسمی و فعال آن گشت.
سالهای دهه بیست برای سایفرت و دوستانش، دوران سرمستی جوانی، گاه خودنمای و همواره فعالیت پرشور در شعر، روزنامه‌نگاری، هنر و بحث‌های سیاسی بود.

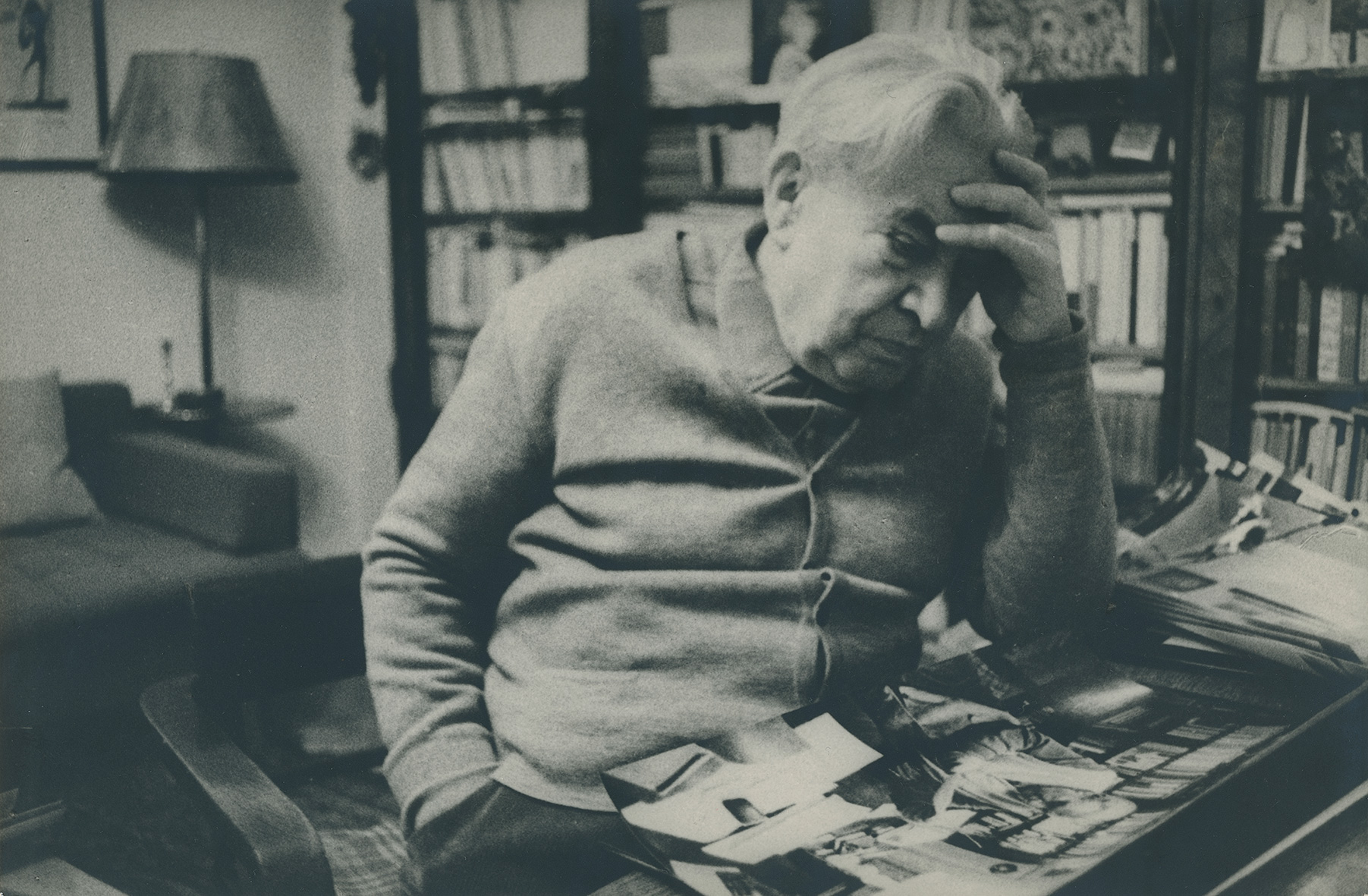
سایفرت در سال ۱۹۸۶

نخستین مجموعه شعر سایفرت، با نام شهر، غرقه در اشکها در بیست سالگی او انتشار یافت و به عنوان یکی از اصیل‌ترین آثار پرولتاریایی تاریخ چک شناخته شده‌است، با این همه حتی در چنین کتابی نیز، سایفرت شاعر، بیشتر از سایفرت سیاستمدار خودنمایی می‌کند. در این اشعار، عشق، پاکی و حقیقت خود را مدام به رخ آلودگی و دورویی سیاست می‌کشد.
بعد از آن، وی ضمن انتشار دفترهای شعر دیگری از خود، ترجمه اشعاری از شاعران سمبولیست روسیه و فرانسه همچون الکساندر بلوک و پل ورلن و گیوم آپولیز را نیز به چاپ رسانید. سایفرت همراه دوست خود تیگه دست به سفری طولانی از وین تا شمال ایتالیا، مارسی و پاریس زد. وی مابین سالهای ۱۹۲۵ و ۱۹۲۸ از شوروی دیدار کرد.
در کتاب‌های شعری که سایفرت به سالهای ،۱۹۲۹ ۱۹۳۳ و ۱۹۳۶ منتشر کرد، سبک خاص خود را گسترش داد. اشعار او اکثراً بسیار موجز بودند و از فرط آهنگین بودن به ترانه می‌مانستند. موضوع این اشعار به زیبایی زن و لطافت روحی او اختصاص داشت و عشق.
حدود سال ،۱۹۳۷ کتاب هشت روز منتشر شد. این اشعار به شرح اندوهی می‌پردازند که بیشتر مردم چک آن را در قلب خود بازمی‌یابند؛ اندوه از دست دادن نخستین رئیس‌جمهور توماس مازاریک فیلسوف و دولتمردی که از نظر آنها، مظهر استقلال و دموکراسی و نماد نخستین جمهوری چکسلواکی است.

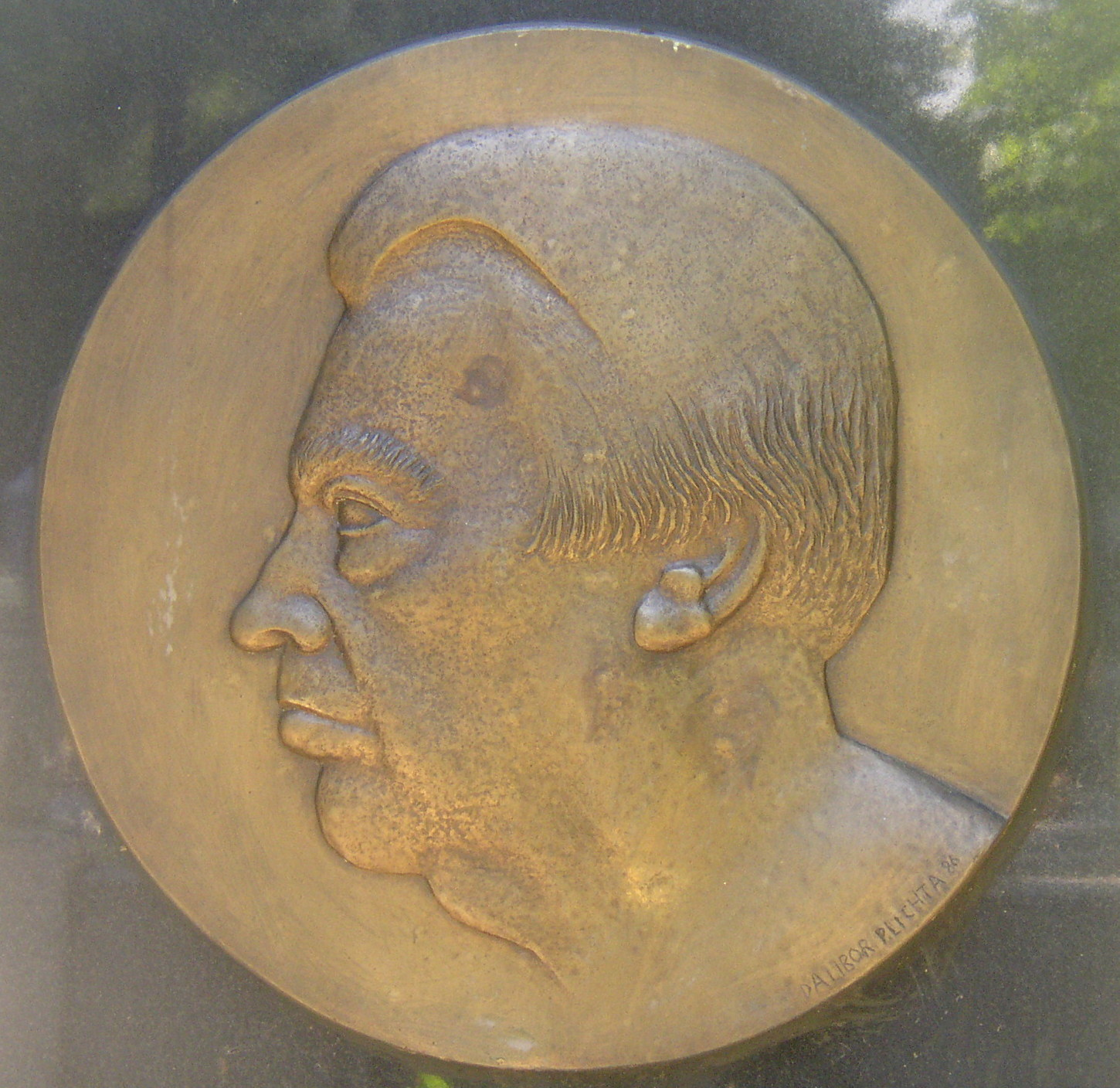

چراغ‌ها را خاموش کن که به سال ۱۹۳۸ منتشر شد، یادداشت روزانه‌های شاعرانه‌ای بودند در وصف ماجرای تهدید آلمان هیتلری که در ابتدا با بسیج ارتش و یکپارچگی و اتحاد مردم چکسلواکی برای دفاع از خاک چکسلواکی، لحنی سرشار از شور و هیجان دارد و زمانی که به دستور رئیس‌جمهور وقت و پیرو تصمیمات کنفرانس مونیخ در سپتامبر ۱۹۳۸ ملت وادار به تسلیم و دست کشیدن از مرزهای ملی می‌شود، لحنی تاریک و غم‌انگیز می‌یابد.
در مارس ،۱۹۳۹ بازمانده خاک چکسلواکی توسط ارتش نازی اشغال شد. سایفرت طی دوران اشغال آلمانی‌ها و جنگ دوم جهانی، سه کتاب شعر منتشر کرد و اشعار او در بالا بردن روحیه مردم و تقویت اراده و تصمیم آن‌ها برای پایداری بسیار مؤثر و کارساز بود. این اشعار که عشق به سرزمین مادری، عشق به پراگ و زبان چک را می‌سرودند، در قلوب مردم جای گرفتند و به محبوبیت سایفرت، قدرشناسانه دامن زدند. میان سال‌های ۱۹۳۹ و ۱۹۴۵ مردم او را به عنوان شاعر ملی خود انتخاب و تکریم کردند.
خاطرات دلهره‌آور خود او از دوران اشغال نازی‌ها در می ۱۹۴۵ با نثری پرکشش و نفس گیر در کتاب شرح حال او آمده‌است.
با آزاد شدن کشور در ماه مه ،۱۹۴۵ سایفرت دوباره فعالیت‌های روزنامه‌نگاری خود را از سرگرفت. اما بعد از روی کار آمدن یک دولت کمونیستی در فوریه ،۱۹۴۸ او خود را در مطبوعات، مطرود و منفور یافت. به او تهمت اجنبی، بورژوا و دشمن خلق می‌زدند. سایفرت از فعالیت‌های اجتماعی کناره گرفت و به ویرایش کارهای نویسندگان چک و ترجمه قناعت کرد. ترجمه او از متن کتاب مقدس، بخش غزل غزل‌های سلیمان، شاهکاری در زبان چک است.

بعد از ،۱۹۴۵ در فضای نسبتاً باز فرهنگی، گزیده‌ای از اشعار او همراه با تعدادی از کارهای تازه اش به چاپ رسید. در ،۱۹۵۶ بعد از لغو محدودیت‌ها در اتحاد جماهیر شوروی، سایفرت در دومین کنگره اتحاد نویسندگان چکسلواکی از پشت تریبون اعلام کرد: 
 «به امید این که ما وجدان مردم خود باشیم. باور کنید در سالهای اخیر، ما نه تنها وجدان توده‌ها و عامه مردم که وجدان خود نیز نبوده‌ایم. هر آن که دربارهٔ حقیقت سکوت اختیار کند، دروغ گفته‌است.»
خواسته سایفرت، برملا کردن نقش جور و نشان ستم در دوران حکومت استالین و دادخواهی از ستم‌دیدگان و بی‌بهرگان است. شاعر که در سالهای دهه بیست به خاطر اشعار غنایی لطیف شهرت یافته بود، اکنون سخنگوی وجدان جامعه و مدافع منافع مردم است.
سخنان سایفرت، حضار را سخت تحت تأثیر قرار داد، به همان اندازه نیز ظاهر فیزیکی او. شاعر به زحمت راه می‌رفت، به کمک عصا، اما وقتی نشست چون صخره‌ای به نظر می‌رسید: استوار، محکم و پرصلابت.
بعد از یک دهه سکوت، سایفرت با شعرهای تازه که لحنی دیگر و رنگ و رویی دیگر داشتند به میدان آمد. در دفتر شعر کنسرت در جزیره،۱۹۶۵ و دفاتر بعدی، او با دست شستن از قافیه و استعاره، اشعاری ساده، گزارشی و بی‌پیرایه خلق کرد که دیگر هیچ شباهتی به آن سروده‌های آهنگین ترانه مانند نداشتند. در ،۱۹۶۷ طی جشن بهار در پراگ، جایزه بنگاه نشر نویسندگان چکسلواکی را دریافت کرد و همان سال هنرمند ملی کشورش لقب گرفت.

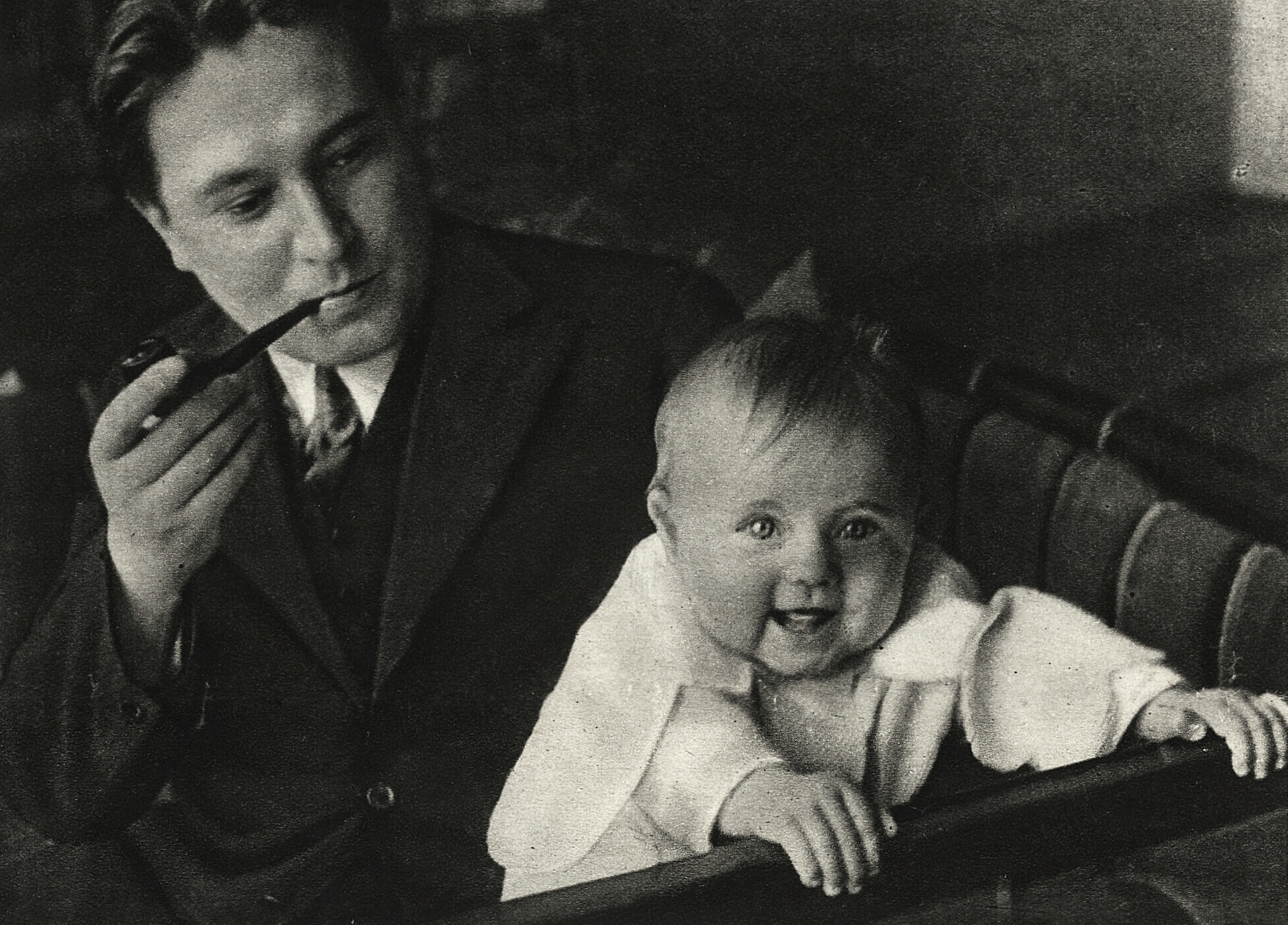
همراه با دخترش در سال ۱۹۳۱

در ،۱۹۶۸ دخالت نظامی شوروی در چکسلواکی، سایفرت را واداشت، به رغم بیماری جدی، از بستر برخیزد و خود را با تاکسی تلفنی به ساختمان انجمن نویسندگان برساند. نویسندگان او را به عنوان رئیس موقت اتحادیه مستقل انتخاب کردند. یک سال بعد این اتحادیه منحل شد. سایفرت بیمار و منزوی، به نوشتن ادامه داد. اشعار تایپ شده اش، تکثیر می‌شد و دست به دست می‌چرخید. او در یکی از حومه‌های پراگ می‌زیست و هر که را به دیدارش می‌رفت، یاری می‌رساند و خاطراتش را به عنوان شاعر به رشته تحریر می‌کشید. این خاطرات، دائرةالمعارف کاملی از زندگی فرهنگی پراگ است. سایفرت در آنها، شصت سال همکاری مستمر با نویسندگان، هنرمندان و روزنامه‌نگاران را با جزئیات زندگی خصوصی خود در هم آمیخته و مجموعه جذابی فراهم آورده‌است.
بین سالهای ۱۹۶۸ و ،۱۹۷۵ تنها گزیده‌ای از کارهای قدیمی او در داخل چکسلواکی به چاپ رسید، اما کارهای تازه اش تنها در نشریات چک زبان خارج از کشور امکان نشر یافت. ۱۶ اوت ۱۹۷۶ سایفرت در حمایت از گروه موزیکالی که مورد حمله قرار گرفته بودند نامه سرگشاده‌ای به نویسنده شهیر آلمانی، هاینریش بل نوشت و از او یاری خواست. این نامه توسط منشور ۷۷ که سایفرت از اولین امضا کنندگان آن بود، در بسیاری از مطبوعات جهان بازتاب یافت.
با گذشت سالیان، اشعار تازه سایفرت، دیگر بار اجازه چاپ در داخل چکسلواکی را یافتند. ترجمه انگلیسی آثارش توسط ادوارد اسرس، لین کانین و دیگران در انگلستان و آمریکا به چاپ رسیدند. گلچینی از اشعار ادوار مختلف زندگی اش در چک، در تورنتو و پراگ منتشر شدند. خاطراتش تحت عنوان همه زیبایی‌های جهان، در ۱۹۸۱ در چک، تورنتو به چاپ رسید و بعد در کلن آلمان، همزمان، با همان عنوان اما با حذف و تغییرات کمتر در پراگ نیز انتشار یافت:
در اکتبر ۱۹۸۴، وقتی سایفرت جایزه نوبل را برد، سرانجام چشمان جهانیان متوجه او شد. خبرنگاران تلویزیون و روزنامه‌نگاران به سوی او هجوم بردند. او به سرودن ادامه داد اما بیماریی با شدت بیشتری به او حمله کرد.
یاروسلاو سایفرت روز دهم ژانویه ۱۹۸۶ درگذشت.